# Will Grigg
William Donald Grigg (Solihull, 3 de julho de 1991) é um futebolista norte-irlandês que atua como ponta-de-lança. Atualmente, joga no Milton Keynes Dons, clube da League One (3ª divisão inglesa).
Grigg começou a sua carreira profissional no Walsall, destacando-se durante a época 2012–13, em que venceu 2 prémios de Jogador da Temporada do clube.

## Infância e Juventude
Grigg nasceu em Solihull, Midlands Ocidentais. Estudou na Solihull School e juntou-se à formação do Birmingham City aos 7 anos de idade. Foi progredindo ao longo dos escalões juvenis do clube, mas fraturou a perna aos 15 anos. Após ser dispensado pelo Birmingham em 2007, Grigg estudou no Solihull College of Technology e jogou pelos escalões jovens do Solihull Moors.

## Carreira Clubística

### Stratford Town
Em setembro de 2007, Grigg aceitou jogar, sem contrato, pelo Stratford Town, da Midland Alliance (9ª divisão inglesa). A 15 de setembro, estreou-se pelo clube num empate por 0–0 contra o Hednesford Town, nas rondas de qualificação para a Taça de Inglaterra. No replay do jogo (devido ao empate), Will foi titular, sendo substituído aos 58 minutos de jogo por Steven Ruck. A 29 de setembro, Grigg marcou num jogo do campeonato contra o Biddulph Victoria, repetindo o feito a 7 de outubro contra o Racing Club Warwick.

### Walsall
Tendo atraído interesse do West Bromwich Albion, Grigg assinou um contrato com bolsa de estudos com o Walsall, da League One, no verão de 2008. Foi-lhe atribuída a camisola 24. Will estreou-se na liga a 20 de dezembro, entrando como suplente de Dwayne Mattis aos 89 minutos de um empate por 0–0 com o Cheltenham Town. A 28 de dezembro, foi suplente não utilizado numa derrota por 2–1 frente ao Tranmere Rovers e não voltou a integrar a equipa principal durante a restante temporada 2008–09. Na temporada 2009–10, Grigg não jogou pela equipa principal, mas foi suplente não utilizado em 20 ocasiões. Na temporada 2010–11, Will foi usado frequentemente como suplente na 2ª parte das partidas. A 27 de novembro de 2010, conquistou a sua primeira titularidade pelo Walsall, uma derrota por 1–0 frente ao Torquay United na 2ª ronda da Taça de Inglaterra. A 12 de dezembro, foi pela primeira vez titular na liga, numa vitória por 1–0 sobre o Charlton Athletic. A 11 de janeiro de 2011, Grigg marcou o seu primeiro golo profissional, num empate no campeonato por 2–2 contra o Bristol Rovers. Will terminou a temporada 2010–11 com 4 golos em 30 jogos. Na temporada 2011–12, somou 4 golos em 32 partidas.
Na temporada 2012–13, Grigg tornou-se titular habitual, marcando 7 golos antes do Ano Novo, incluindo um bis numa vitória por 4–2 sobre o Milton Keynes Dons, no Boxing Day. A 4 de janeiro de 2013, Grigg somou 1 golo, 1 assistência e o seu primeiro prémio de Homem do Jogo como profissional numa vitória por 2–0 sobre o Portsmouth, transmitida na televisão. Este bom momento de forma manteve-se, marcando o seu primeiro hat-trick numa vitória por 3–0 sobre o Carlisle United, a 26 de fevereiro, elevando o seu total de golos na época para 14. Grigg terminou a temporada 2012–13 com 10 golos em 11 partidas, mas o Walsall não conseguiu atingir os play-offs de promoção ao Championship. No entanto, o seu desempenho na temporada chamou a atenção de clubes desta liga, como o Derby County, e mesmo da Premier League, como Aston Villa Southampton e Norwich City. Grigg venceu 2 prémios de Jogador da Temporada na cerimónia de final de temporada 2012–2013 do Walsall, tendo sido o melhor marcador da equipa, com 20 golos em 45 jogos. No fim da época, o contrato de Will com os Saddlers expirou e, após o ponta-de-lança se recusar a renovar por 4 anos, abandonou o clube. No total, Grigg marcou 28 golos em 109 partidas, em todas as competições, pelo Walsall.

### Brentford
A 1 de julho de 2013, Grigg assinou um contrato de 3 anos com o Brentford, também da League One. Como, na altura da transferência, Grigg tinha menos de 24 anos, o negócio levou o clube ao tribunal da Football League. O Brentford foi condenado a pagar 325 mil libras, com adição futura de possíveis bónus. Em julho de 2014, o valor já atingira as 405 mil libras. Grigg estreou-se pelo clube a 3 de agosto de 2013, no jogo de abertura da temporada 2013–14, um empate por 1–1 contra o Port Vale. No seu jogo seguinte, a 10 de agosto, estreou-se a marcar pelo Brentford, bisando numa vitória por 3–1 sobre o Sheffield United. Lesões, dever internacional e ser colocado a jogar fora de posição pelo treinador Uwe Rösler contribuíram para um início instável de Grigg no clube, com o avançado a confessar-se pouco confiante em si mesmo. Após 10 jogos consecutivos sem marcar, a 26 de novembro, o 2º golo do Brentford numa vitória por 3–2 sobre o Peterborough United foi-lhe atribuído. No jogo seguinte, Grigg marcou o golo da vitória por 1–0 sobre o Notts County. A 11 de janeiro de 2014, Will marcou o seu 5º golo pelo Brentford, no fim da 2ª parte, após entrar como suplente de Sam Saunders numa vitória por 2–0 sobre o Port Vale. Em março, encontrando-se atrás de Clayton Donaldson e Marcello Trotta na ordem de escolha do treinador Grigg disse ao Hounslow Chronicle: "Não me tornei um mau ponta-de-lança de um dia para o outro. Tenho treinado bem, estou confiante e continuo a acreditar. Se tiver uma sequência de jogos, acho que vou sempre marcar golos". Grigg jogou regularmente no final da temporada 2013–14, em que o Brentford conquistou a promoção automática ao Championship. No entanto, o avançado não conseguiu marcar, terminando a época com 4 golos em 36 jogos. Grigg foi emprestado durante a temporada 2014–15 e saíu permanentemente do Brentford a 14 de julho de 2015.

### Milton Keynes Dons
A 18 de julho de 2014, o Brentford emprestou Grigg ao Milton Keynes Dons, da League One, por 1 época. O treinador Karl Robinson afirmou que Grigg era "um goleador a este nível e também é jogador da Seleção da Irlanda do Norte. Tem o pedigree para vir e jogar bem". Will marcou na sua estreia pelo clube, empatando o jogo em 2–2 antes de uma eventual vitória por 4–2 do MK Dons sobre o Gillingham, no jogo de abertura da temporada 2014–15. Após 3 jogos sem marcar, a 26 de agosto, Grigg bisou e foi eleito Homem do Jogo numa vitória chocante por 4–0 sobre o Manchester United, na 2ª ronda da Taça da Liga Inglesa. Nas 6 partidas seguintes, Will marcou 3 golos, totalizando 5 golos em 7 jogos. Grigg alcançou novo bom momento de forma em meados de março de 2015, marcando 9 golos em 8 jogos, ajudando a equipa a conslidar o 3º lugar na tabela classificativa. No fim de semana de Páscoa, o ponta-de-lança marcou 4 golos em 2 jogos, sendo escolhido para a Equipa da Semana da Football League. A 28 de abril, Grigg foi recebeu os prémios de Golo da Temporada e Melhor Marcador do MK Dons. Terminou a época com um golo numa goleada por 5–1 sobre o Yeovil Town, ajudando os Dons a conquistar o 2º lugar e a promoção automática ao Championship. Na temporada 2014–15, Grigg somou 22 golos em 50 partidas.

### Wigan Athletic
A 14 de julho de 2015, Grigg assinou um contrato de 3 anos pelo recém-despromovido à League One Wigan Athletic, a troco de uma taxa não revelada, mas estimada em cerca de 1 milhão de libras. Grigg marcou o seu primeiro golo pelo clube a 11 de agosto de 2015, de penálti, numa derrota por 2–1 para o Bury, na 1ª ronda da Taça da Liga Inglesa. Grigg marcou o seu primeiro hat-trick pelo Wigan a 30 de janeiro de 2016, numa vitória por 3–0 sobre o Port Vale.

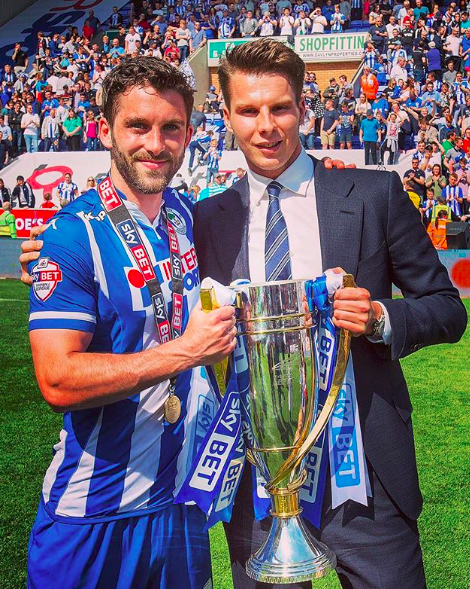
Will Grigg e o presidente David Sharpe com o troféu da League One, após o Wigan Athletic vencer a competição, na temporada 2015–16.

Na temporada 2015–16, Grigg marcou 25 golos na League One, sagrando-se melhor marcador da competição. O Wigan foi campeão, conquistando a promoção automática ao Championship. A sua performance na época 2015–16 levou a que terminasse em 25º lugar no processo de votação inicial para o prémio de Jogador do Ano da UEFA.
A 19 de fevereiro de 2018, Grigg marcou o único golo da partida numa vitória do Wigan por 1–0 sobre o Manchester City, na 5ª ronda da Taça de Inglaterra. Grigg foi o melhor marcador dessa edição da Taça (contabilizando apenas da 1ª ronda em diante), com 7 golos, 4 deles contra clubes da Premier League.

### Sunderland
A 31 de janeiro de 2019, último dia do mercado de transferências de inverno, Grigg assinou pelo Sunderland a troco de 3 milhões de libras, até hoje a contratação mais cara por uma equipa da League One. Grigg estreou-se pelo clube a 9 de fevereiro, num empate por 1–1 contra o Oxford United. Dez dias depois, no seu 4º jogo pelo Sunderland, Grigg marcou o seu primeiro golo, através de um penálti, numa vitória por 4–2 sobre o Gillingham. A 5 de março, na semi-final do EFL Trophy, Will marcou numa vitória por 2–0 em casa do Bristol Rovers. Na final contra o Portsmouth, jogada em Wembley a 31 de março, Grigg foi titular, sendo substituído aos 77 minutos com o Sunderland a vencer por 1–0 graças a um golo de Aiden McGeady. No entanto, o jogo terminou empatado (1–1 em tempo regulamentar e 2–2 após prolongamento) e o Portsmouth acabou por vencer por 5–4 nos penáltis.
Na temporada 2019–20, Grigg não se conseguiu afirmar pelo Sunderland, marcando apenas 1 golo em 20 jogos na liga, com o clube a terminar na 8ª posição, não alcançando a subida de divisão, após a época da League One ser encerrada devido à pandemia de COVID-19. Em junho de 2020, numa entrevista ao Wigan Today, Grigg sugeriu arrependimento por ter trocado o Wigan Athletic pelo Sunderland, afirmando: "Adorei absolutamente o tempo que estive no Wigan e, em retrospectiva, provavelmente não deveria ter saído".

#### Regresso ao MK Dons (empréstimo)
A 1 de fevereiro de 2021, Grigg regressou ao Milton Keynes Dons, por empréstimo, até ao final da temporada 2020–21. A 20 de fevereiro, marcou o seu primeiro golo desde o regresso ao clube, (e o seu primeiro em mais de 1 ano), numa vitória por 4–3 sobre o Northampton Town. A 24 de abril, Grigg marcou um poker numa vitória por 5–0 sobre o Swindon Town, tornando-se o primeiro jogador da história do MK Dons a marcar 4 golos num só jogo.

#### Rotherham United (empréstimo)
A 31 de agosto de 2021, Grigg foi emprestado ao Rotherham United para a temporada 2021–22. Marcou 6 golos em 28 jogos, em todas as competições, pelo clube.

### Milton Keynes Dons
A 14 de julho de 2022, Grigg assinou pelo Milton Keynes Dons, da League One, numa transferência a custo zero, regressando ao clube onde já estivera duas vezes emprestado, desta volta de forma permanente. No seu primeiro jogo, a 30 de julho, os Dons perderem 1–0 para o Cambridge United. A 27 de agosto, Grigg marcou os primeiros golos da época, bisando numa vitória por 4–0 sobre o Morecambe.

## Carreira Internacional
Grigg nasceu em Inglaterra, mas era elegível para a Seleção da Irlanda do Norte através de um avô. Representou a Irlanda do Norte a nível Sub-19, Sub-21 e sénior. Marcou na sua estreia pelos Sub-21, a 3 de setembro de 2010, após entrar como suplente numa vitória por 4–0 sobre San Marino, num jogo de qualificação para o Euro Sub-21 de 2011. A 2 de junho de 2012, estreou-se pela seleção principal, jogando os 90 minutos num amigável contra a Holanda, com os norte-irlandeses a perder por 6–0. Após mais 5 jogos pela Seleção, incluindo amigáveis e jogos de qualificação para o Mundial 2014, Grigg não voltou a representar o seu país entre outubro de 2013 e março de 2015. No entanto, graças a um bom momento de forma pelo MK Dons, a 25 de março de 2015, Grigg foi num amigável contra a Escócia, jogando 58 minutos até ser substituído por Paddy McCourt. O jogo terminou numa vitória dos escoceses por 1–0.
A 18 de maio de 2016, Grigg integrou a pré-convocatória de 27 jogadores norte-irlandesa para o Euro 2016. A 28 de maio, foi um dos 23 jogadores selecionados para o torneio, mas acabou por nunca ser utilizado.

## Vida Pessoal
Grigg nasceu numa família de adeptos do Aston Villa e torceu pelo clube até aos 7 anos de idade, altura em que se juntou à formação do Birmingham City, rival do Villa, passando a apoiar os Blues.

## "Will Grigg's on Fire"
Em maio de 2016, o adepto do Wigan Athletic Sean Kennedy, publicou um vídeo no YouTube intitulado "Will Grigg's on fire", que continha uma canção escrita em reconhecimento dos vários golos marcados recentemente por Grigg pelo clube, contendo o refrão "Will Grigg's on fire, your defense is terrified" ("Will Grigg está a arder [em grande forma], a vossa defesa está aterrorizada") cantada ao som de "Freed from Desire", da cantora italiana Gala. Desde a sua publicação, a música tornou-se um cântico futebolístico muito popular, tornando-se uma sensação nacional. O presidente do Wigan, David Sharpe, ofereceu a Kennedy um bilhete gratuito para todos os jogos do clube na temporada 2016–17, graças à popularidade e sucesso do cântico.
A 31 de maio de 2016, a dupla de deep house britânica Blonde lançou uma versão da música que ocupou a 7º posição nas tabelas do iTunes e a 76ª posição no Official UK Singles Chart.
A 25 de junho de 2016, o DJ/produtor DJ B3LFAST alcançou a 17ª posição no iTunes Germany Top 100 com a sua própria versão paródia de "Will Grigg's On Fire", com nova letra original.
Em 2021, Grigg falou sobre o assunto, explicando que embora "a música em si nunca me tenha incomodado", não gostara de como "algumas pessoas apenas me associavam a ela e não aos meus golos".

## Estatísticas de Carreira

### Clube
- Atualizado até 7 de maio de 2023

| Clube                     | Temporada         | Campeonato        | Campeonato | Campeonato | FA Cup | FA Cup | EFL Cup | EFL Cup | Outros | Outros | Total | Total |
| Clube                     | Temporada         | Divisão           | Jogos      | Golos      | Jogos  | Golos  | Jogos   | Golos   | Jogos  | Golos  | Jogos | Golos |
| ------------------------- | ----------------- | ----------------- | ---------- | ---------- | ------ | ------ | ------- | ------- | ------ | ------ | ----- | ----- |
| Walsall                   | 2008–09           | League One        | 1          | 0          | 0      | 0      | 0       | 0       | 0      | 0      | 1     | 0     |
| Walsall                   | 2009–10           | League One        | 0          | 0          | 0      | 0      | 0       | 0       | 0      | 0      | 0     | 0     |
| Walsall                   | 2010–11           | League One        | 28         | 4          | 1      | 0      | 1       | 0       | 0      | 0      | 30    | 4     |
| Walsall                   | 2011–12           | League One        | 29         | 4          | 3      | 0      | 0       | 0       | 1      | 0      | 33    | 4     |
| Walsall                   | 2012–13           | League One        | 41         | 19         | 1      | 0      | 2       | 0       | 1      | 1      | 45    | 20    |
| Walsall                   | Total             | Total             | 99         | 27         | 5      | 0      | 3       | 0       | 2      | 1      | 109   | 28    |
| Brentford                 | 2013–14           | League One        | 34         | 4          | 2      | 0      | 0       | 0       | 0      | 0      | 36    | 4     |
| Milton Keynes Dons (emp.) | 2014–15           | League One        | 44         | 20         | 3      | 0      | 3       | 2       | 0      | 0      | 50    | 22    |
| Wigan Athletic            | 2015–16           | League One        | 40         | 25         | 1      | 0      | 1       | 1       | 1      | 2      | 43    | 28    |
| Wigan Athletic            | 2016–17           | Championship      | 33         | 5          | 2      | 1      | 1       | 1       | —      | —      | 36    | 7     |
| Wigan Athletic            | 2017–18           | League One        | 43         | 19         | 8      | 7      | 2       | 0       | 0      | 0      | 53    | 26    |
| Wigan Athletic            | 2018–19           | Championship      | 17         | 4          | 1      | 0      | 0       | 0       | —      | —      | 18    | 4     |
| Wigan Athletic            | Total             | Total             | 133        | 53         | 12     | 8      | 4       | 2       | 1      | 2      | 150   | 65    |
| Sunderland                | 2018–19           | League One        | 18         | 4          | —      | —      | —       | —       | 4      | 1      | 22    | 5     |
| Sunderland                | 2019–20           | League One        | 20         | 1          | 2      | 0      | 3       | 1       | 2      | 1      | 27    | 3     |
| Sunderland                | 2020–21           | League One        | 9          | 0          | 1      | 0      | 1       | 0       | 0      | 0      | 11    | 0     |
| Sunderland                | 2021–22           | League One        | 0          | 0          | 0      | 0      | 1       | 0       | —      | —      | 1     | 0     |
| Sunderland                | Total             | Total             | 47         | 5          | 3      | 0      | 5       | 1       | 6      | 2      | 61    | 8     |
| Milton Keynes Dons (emp.) | 2020–21           | League One        | 20         | 8          | —      | —      | —       | —       | —      | —      | 20    | 8     |
| Rotherham United (emp.)   | 2021–22           | League One        | 19         | 2          | 3      | 1      | —       | —       | 6      | 3      | 28    | 6     |
| Milton Keynes Dons        | 2022–23           | League One        | 42         | 5          | 2      | 1      | 1       | 2       | 2      | 1      | 48    | 7     |
| Total de Carreira         | Total de Carreira | Total de Carreira | 438        | 124        | 30     | 10     | 16      | 7       | 17     | 9      | 502   | 148   |

1. 1 2 3  Jogo(s) no Football League Trophy
2. ↑  2 jogos e 1 golo no EFL Trophy, 2 jogos nos play-offs da League One
3. ↑  6 jogos e 3 golos no EFL Trophy

### Internacional
- Atualizado até 12 de outubro de 2018[79]

| Seleção          | Ano   | Jogos | Golos |
| ---------------- | ----- | ----- | ----- |
| Irlanda do Norte | 2012  | 1     | 0     |
| Irlanda do Norte | 2013  | 4     | 0     |
| Irlanda do Norte | 2015  | 2     | 0     |
| Irlanda do Norte | 2016  | 3     | 1     |
| Irlanda do Norte | 2018  | 3     | 1     |
| Total            | Total | 13    | 2     |

| Nº | Data                  | Local                                   | Internacionalização | Adversário           | Placar | Resultado | Competição                      | Ref.   |
| -- | --------------------- | --------------------------------------- | ------------------- | -------------------- | ------ | --------- | ------------------------------- | ------ |
| 1  | 27 de maio de 2016    | Windsor Park, Belfast, Irlanda do Norte | 8                   | Bielorrússia         | 3–0    | 3–0       | Amigável                        | [ 80 ] |
| 2  | 8 de setembro de 2018 | Windsor Park, Belfast, Irlanda do Norte | 11                  | Bósnia e Herzegovina | 1–2    | 1–2       | Liga das Nações 2018–19, Liga B |        |

## Títulos
Brentford
- Vice-campeão da League One (promoção): 2013-14[81]

Milton Keynes Dons
- Vice-campeão da League One (promoção): 2014–15[82]

Wigan Athletic
- League One: 2015–16,[83] 2017–18[84]

Sunderland
- Vice-campeão do EFL Trophy: 2018–19[55]

Rotherham United
- Vice-campeão da League One (promoção): 2021–22[85]

Individual
- Jogador do Ano dos Adeptos: League One 2015–16[86]

- Equipa do Ano da PFA: League One 2015–16,[87] League One 2017–18[88]
- Jogador do Mês da League One: abril de 2016,[89] abril de 2018[90]
- Jogador da Temporada do Walsall: 2012–13[24]
- Jogador da Temporada dos Jogadores do Walsall: 2012–13[24]